# Чезаре Черруті
Карло Чезаре Черруті (італ. Carlo Cesare Cerruti, 10 липня 1820, Генуя - 25 лютого 1905, Рим) — італійський адмірал та політик, сенатор Італійського королівства.

## Біографія
Чезаре Черруті народився 10 липня 1820 року в Генуї. У 1833 році вступив до Військово-морської школи в Генуї, яку закінчив у 1838 році в званні гардемарина. Ніс службу на вітрильному фрегаті «Еурідіче», на якому протягом 1841-1844 років здійснив похід в Південну Америку. У 1847-1851 роках служив на бригантині «Ерідано», на якому здійснив ще одну подорож в Південну Америку.
У 1848 році отримав звання лейтенанта. Брав участь у Першій війні за незалежність Італії (1848—1849). У 1856 році брав участь у Кримській війні на борту парового фрегата «Карло Альберто». У 1859 році отримав звання капітана III рангу, у 1860 році - капітана II рангу.
Під час Другої війни за незалежність Італії брав участь в бойових діях в Адріатичному морі, командуючи корветом «Мальфатано», потім фрегатом «Сан-Мікеле». Брав участь в атаці Анкони та облозі Гаети, за що був нагороджений Срібною медаллю «За військову доблесть».
У 1861 році отримав звання капітана I рангу, був призначений начальником штабу Північного військово-морського департаменту у Генуї. Протягом 1862-1866 років командував гвинтовим фрегатом «Гаета», брав участь битві біля Лісси (1866). Пізніше був членом адміністративної комісії новоприєднаних провінцій у Венето.
У 1867 році Чезаре Черруті отримав звання контрадмірала. Був членом Вищої ради флоту. Протягом 1868-1870 років був командувачем Військово-морського департаменту у Венеції, у 1870-1871 роках - в Ла-Спеції, у 1871-1874 роках - в Неаполі.
У 1878 році отримав звання віцеадмірала, того ж року вийшов у відставку. У 1891 році був призначений Сенатором парламенту Італії.
Помер у Римі 25 лютого 1905 року.

## Нагороди

### Італійські
- Срібна медаль «За військову доблесть»
- Великий офіцер Ордена Корони Італії
- Великий офіцер Ордена Святих Маврикія та Лазаря
- Кримська медаль
- Пам'ятна медаль за участь у війні за незалежність Італії.
- Пам'ятна медаль на честь об'єднання Італії.

### Іноземні
- Кавалер Ордена Почесного легіону (Франція)
- Медаль Італійської кампанії 1859 (Франція)
- Орден цивільних та військових заслуг (Тоскана)